# Корпоративна культура
Корпорати́вна культу́ра (англ. corporate culture) — це система цінностей та переконань, які розділяє кожен працівник фірми та які передбачають його поведінку, обумовлює характер життєдіяльності організації. Корпоративна культура — це також спосіб і засіб створення організації, яка самостійно розвивається.
Мета корпоративної культури — забезпечення високої дохідності фірми за рахунок максимізації ефективності виробничого менеджменту та якісного поліпшення діяльності підприємства в цілому за допомогою:
- удосконалення управління людськими ресурсами для забезпечення лояльності співробітників до керівництва і прийнятих ним рішень;
- виховання у працівників ставлення до підприємства як до свого дому;
- розвитку здатності і в ділових, і в особистих стосунках спиратися на встановлені норми поведінки, вирішувати будь-які проблеми без конфліктів.

## Історія виникнення поняття «корпоративна культура»
Вперше термін «корпоративна культура» було застосовано у XIX столітті німецьким фельдмаршалом та військовим теоретиком Мольтке, який характеризував даним поняттям взаємовідносини у офіцерському середовищі. У ті часи відносини регулювалися не лише статутами, судами честі, але й дуелями: рубець був обов'язковим атрибутом приналежності до офіцерської «корпорації». Професійні та інші спільноти, які існували на той час, часто мали зовнішні атрибути. В основному вони були пов'язані з кроєм і кольором одягу, аксесуарами, поведінковими знаками, за якими члени спільнот могли відрізняти «своїх» від «чужих». На сьогодні студенти Оксфордського та Кембриджського університетів носять краватки певних кольорів, а студенти Тартуського університету — особливі кашкети. Багато вчених, які досліджували організацію, описували ті чи інші її аспекти в своїх роботах, хоча і не використовували цей термін (наприклад, про «корпоративний дух» писав ще А. Файоль на початку XX ст).
Американські дослідники почали займатися цим поняттям в 1970-1980-х роках, проте важливо відмітити, що «корпоративна культура» як термін ще не виникла в той час.
У цей період ряд американських дослідників (Т. Пітерс, Р. Уотермен) звернули увагу на раціональні управлінські теорії, на яких базуються універсальні методи регуляції трудового поводження й стимулювання мотивації (методика «батога і пряника» Ф. Тейлора, принципи школи людських відносин) і відзначили, що ті перестали себе виправдовувати. Виявилося, що однотипні управлінські впливи в різних організаційних середовищах викликають розбіжні (іноді протилежні) поведінкові реакції, а самі способи і методи управління багато в чому визначаються традиціями та культурними особливостями.
Наприкінці 1960-х років в США публікуються праці (Д. Хемптона, X. Трансу), в яких приділяється увага різноманітним традиціям, обрядам і ритуалам, прийнятим в організаціях. Професори Гарвардської школи бізнесу Ренато Таджурі і Джордж Літвін вивчали організаційну (корпоративну) культуру в рамках концепції організаційного клімату, яку вони виклали у виданій 1968 року книзі «Організаційний клімат: дослідження концепції» (Organizational Climate: Explorations of a Concept). Думка про те, що організації мають свої «культури», висловлювалася декількома дослідниками, наприклад, П. Тернером в 1971 р., С. Ганді в 1978 р., А. Петтігрго в 1979 р. Більшість вчених схильні вважати, що основи теорії корпоративної культури були закладені в 1973 році К. Гіртцем в книзі «The Interpretation of Cultures».
У 70-80-ті роки активно розпочато роботу по вивченню корпоративної культури. У 1980-ті роки в журналах «European Management Journal», «Academy of Management Review», «International Studies of Management and Organization» публікуються статті на дану тему, засновані на практичних спостереженнях та рекомендаціях топ-менеджерів К. Мацусіта, А. Моріти, Л. Ложки.
Вперше поняття «корпоративна культура» як найважливіший фактор, що впливає на поведінку в організації і соціальний розвиток, сформулювали Теренс Є. Діл і Аллан А. Кеннеді в 1982 році. Вони виявили, що крім висококваліфікованого персоналу, ефективного управління, інноваційних стратегій, підприємства мають у своєму розпорядженні сильну культуру та особливий стиль, які сприяють успіхам як на внутрішньому, так і на зовнішньому ринках.
Розкриттю значення корпоративної культури для успіху підприємства сприяли дослідження Томаса Дж. Пітерса і Р. Уотермена. Вони чітко сформулювали ідею про те, що управлінець, що впливає на стан справ в організації, повинен займатися не тільки економічними питаннями, але й керувати ціннісними установками організації, в буквальному сенсі створювати сенс роботи в цій компанії.
Дослідження Т. Діла і А. Кеннеді, Т. Пітерса і Р. Уотермена викликали серйозний інтерес до розгляду поняття «корпоративна культура», оскільки цим ученим вдалося продемонструвати переваги компаній, які мають сильну культуру.
Першою важливою теоретичною працею з розляду даної проблеми вважають книгу американського психолога Е. Шейна «Організаційна культура і лідерство» (1985). Автор першим описав теорію трьох рівнів корпоративної культури, на основі яких можна її вивчати: перший рівень — артефакти; другий рівень — проголошувані цінності; третій — базові уявлення. Подальші дослідження корпоративної культури будувалися вже на основі його трирівневої моделі.

## Інші визначення поняття «корпоративна культура»
1. Корпоративна культура — це унікальні характеристики сприйняти особливостей організації, того, що вирізняє її серед інших у галузі (Д. Елдрідж і А. Кромбі)[4].
2. Корпоративна культура — це унікальні характеристики особливостей організації, того, що вирізняє її серед інших галузей (К. Голд)[5].
3. Корпоративна культура — засіб здійснення корпоративної діяльності за допомогою використання мови, фольклору, традицій та інших способів передачі основних цінностей, переконань, ідеологій, які спрямовують діяльність підприємств (Г. Морган)[6].
4. Корпоративна культура — клімат в організації; вона відображає звичаї, притаманні організації (М. Мескон)[7].
5. Корпоративна культура — набір найважливіших спрямованих на членів колективу припущень, що набувають вираження у цінностях, декларованих організацією, і задають людям орієнтири їхньої поведінки та дій (О. С. Віханській і О. І. Наумов)[8].
6. Корпоративна культура — система переконань, норм поведінки, установок і цінностей, які є тими неписаними правилами, що визначають, як повинні працювати і вести себе люди в даній організації. При цьому мова йде про переконаннях і цінностях, які поділяються переважною більшістю членів організації (М. І. Магура)[9].
7. Корпоративна культура — одна з організаційних підсистем (технологічна і адміністративна), що виконує функції адаптації організації до навколишнього середовища та ідентифікації її співробітників. У цьому сенсі термін «корпоративна культура» описує атрибут або властивість групи і являє собою сукупність поводжень, символів, ритуалів і міфів, які відповідають поділюваним цінностям, властивим підприємству, і передаються кожному члену з вуст в уста як життєвий досвід (С. А. Ліпатов)[10].
8. Корпоративна культура — це, перш за все, система базових уявлень, тобто таких подань, які не просто описані і зафіксовані в документах і яких дотримується група, але таких, які існують у головах людей і відповідно до яких здійснюється їх діяльність в даній організації (Е.Шейн)[11].
9. Корпоративна культура – це певний фон діяльності організації, який сприяє посиленню вектора результативності залежно від ступеня керованості усвідомлених цінностей організації, що особливо виявляється при динамічних змінах структури чи роду діяльності. Цей фон включає в себе сукупність колективних базових уявлень учасників діяльності організації (О.Б.Бабич, 2005)[12].

## Підходи до вивчення поняття «корпоративна культура»
Символічний підхід — підхід, в основу якого покладені уявлення про компанію, як про систему, внутрішнє середовище якої характеризується відомим рівнем соціальної невизначеності. У даних умовах символ, який однаково розуміє колектив, є основним орієнтиром та використовується працівниками для впорядкування службових відносин. Якщо виявляється неузгодженість в ланках компанії, то її культурна система піддається оптимізації. Керівництво домагається формування у свідомості працівників сукупності «правильних» символів-маяків, завдяки яким впливає на всі сфери управління підприємством.
Когнітивний підхід — підхід, при якому корпоративна культура розглядається як окремий набір правил, вірувань, знань, засвоєних членами компанії в ході представлення зовнішніх соціальних та службових взаємозв'язків. Шаблони поведінки в організації при даному підході засновані на спільній трудовій діяльності працівників. Управління культурою здійснюється шляхом проведення різних форм навчання, тренінгів, інформування персоналу і т. д. Таким чином вирішуються проблеми недостатнього знання і розуміння працівниками логіки економічної поведінки організації і засвоєння ними ціннісних орієнтацій, якими живе колектив.
Систематичний підхід — підхід, заснований на виборі як основного культурного визначника організаційного клімату, який, з одного боку, формується під впливом об'єктивних властивостей організації (стилю керівництва, місії організації тощо), а з іншого боку, характеризується станом психологічного середовища, тобто закріпленням у свідомості працівників комплексів суб'єктивних вражень і думок. При цьому домінуюча культура визначається або через зразки службової поведінки, комунікації та відношення до матеріальних засобів членів організації, або на основі існуючих вірувань, цінностей і об'єднують людей в колектив.

## Складові корпоративної культури
1. Мова спілкування та система комунікацій (використання усної, письмової та невербальної комунікації, а також жестів та міміки).
2. Усвідомлення своєї ролі в організації . Одним культурам імпонує приховування співробітником своїх внутрішніх намірів, а інші — навпаки сприяють їх зовнішньому прояву. Одні компанії налаштовані на співпрацю, а інші — на індивідуальне самовираження.
3. Зовнішній вигляд працівників, тобто охайність, наявність спеціального одягу, уніформи.
4. Дотримання розпорядку дня.
5. Організація харчування, тобто тривалість та періодичність харчування, наявність однієї їдальні для всіх працівників чи розмежування їх для керуючого та рядового персоналу.
6. Відносини в колективі та з клієнтами (у тому числі різними за статтю, віком, релігією, статусом в суспільстві, шляхи вирішення конфліктів).
7. Норми та цінності організації.
8. Мотивування та трудова етика (відповідальність за виконану роботу, якість роботи, оцінка роботи та винагорода за неї, просування по кар'єрних сходах).
9. Віра (віра в успіх, допомогу, підтримку, справедливість, власні сили).
10. Символіка в організації — ритуали, лозунги, організаційні табу[14].

## Види корпоративних культур

### Види корпоративних культур за Дж. Зонненфельдом
Дж. Зонненфельд виділяє чотири типи культур: «бейсбольна команда», «клубна культура», «академічна культура», «оборонна культура» («фортеця»). Кожна з культур по-різному впливає на організацію та відображається на кар'єрі працівників.
«Бейсбольна команда» (Baseball team Culture) виникає в бізнес-середовищі з високим ступенем ризику. У компаніях з таким типом корпоративної культури рішення приймають дуже швидко, заохочують талант, новаторство та ініціативу. Ключові успішні співробітники вважають себе «вільними гравцями», і компанії конкурують між собою за право їх найму.
«Клубна культура»(Club Culture) характеризується лояльністю, відданістю та спрацьованістю персоналу, ефективною командною роботою. Стабільне бізнес-середовище дозволяє заохочувати співробітників за стаж роботи, кар'єрний ріст уповільнений, кандидатури на посади підбираються всередині компанії. Практикується ротація співробітників між галузевими напрямками.
«Академічна культура» (Academy Culture) передбачає поступовий кар'єрний ріст працівників усередині компанії. У компаніях з академічним стилем корпоративної культури набирають нових молодих співробітників, які проявляють інтерес до довгострокового співробітництва і нічого не мають проти повільного просування службовими сходами. Однак, на відміну від «клубної культури», працівники тут рідко переходять із одного відділу в інший.
«Оборонна культура» («фортеця») (Fortress Culture) може виникнути в ситуації, коли компанія просто намагається вижити (наприклад, при загальногалузевим спаді). При цій культурі немає гарантії постійної роботи, немає можливості для професійного росту, тому що компаніям часто доводиться зазнавати реструктуризації і скорочувати свій персонал, щоб адаптуватися до нових зовнішніх умов.

### Види корпоративних культур у менеджменті країн СНД
У менеджменті країн СНД поки що складно виділити чіткі види корпоративної культури, бо в деяких організаціях вона зароджується, а в деяких вживають термін «змішана культура». Спеціалісти, що аналізують корпоративну культуру в країнах СНД, виділяють такі її види:
«Культура влади» — у таких організаціях передбачається ефективне використання і перерозподіл ресурсів керівництвом. Даний тип культури ґрунтується на принципах ієрархії, просування по сходинках якої здійснюється за критеріями відданості загальній місії. При цьому головну роль відіграє керівник, його якості та здібності, які дають змогу оперативно реагувати на зміни довкілля, приймати і реалізовувати складні рішення.
«Рольова культура» — компанії з таким видом культури характеризуються суворим функціональним розподілом ролей та спеціалізації підрозділів. Даний тип організацій функціонує на основі правил та стандартів діяльності, дотримання яких гарантує їх виконання. Джерелом влади тут є не особисті якості керівника, а його становище в ієрархічній структурі. Така організація здатна успішно працювати тільки в стабільному середовищі.
«Культура завдань» — у таких організаціях культура зорієнтована на вирішення поставлених конкретних завдань і реалізацію проектів. Ефективність діяльності компанії з такою культурою визначається професіоналізмом працівників, корпоративним груповим ефектом і повнотою інформації. Застосування цього типу культури доцільно у тих випадках, коли ситуативні вимоги ринку є визначальними для діяльності організації.
«Культура особистості» — організації з таким видом культури об'єднують людей не для вирішення задач, а для того, щоб вони могли досягти власних цілей. Тут влада ґрунтується на близькості до ресурсів, на професіоналізмі та вмінні спілкуватися та взаємодіяти.